# Criminal (Stevy)
Criminal is een lied van de Nederlandse producer Stevy in samenwerking met de Nederlandse zanger Floris Keijzer en de Nederlandse rappers ¥ami en Berra PK. Het werd in 2022 als single uitgebracht.

## Achtergrond
Criminal is geschreven door Berdan Kizilkan, Floris Keijzer, Stevy Jansen en Yami Tshisanda en geproduceerd door Stevy. Het is een nummer dat past in de genres nederhop en pop rap. In het lied rappen en zingen de artiesten over een toxische relatie, waarin ze de andere beschrijven als een crimineel. De single heeft in Nederland de gouden status.

## Hitnoteringen
De artiesten hadden bescheiden succes met het lied in Nederland. Het piekte op de 89e plaats van de Single Top 100 in de vier weken dat het in deze hitlijst te vinden was. De Top 40 en haar Tipparade werden niet bereikt.